# Земята преди време (поредица)
„Земята преди време“ е анимационна поредица, разпространява се от Universal Pictures, началото на първия епизод на филма „Земята преди време“. Поредицата се режисират от Дон Блът, Рой Алън Смит и Чарлз Гросвенър. Базиран е от героите от Джуди Фреудбърг и Тони Гайс.

## Земята преди време(1988)
„Земята преди време“ (на английски: The Land Before Time) е американски анимационен филм от 1988 г. Това е първият филм от поредицата Земята преди време.

## Синхронен дублаж
Филмът има синхронен дублаж. В него участват Елена Русалиева, Силвия Лулчева, Стефан Димитриев и други.

## Земята преди време II: Приключение в голямата долина(1994)
"Земята преди време II: Приключение в голямата долина" (на английски: The Land Before Time II: The Great Valley Adventure) американски анимационен филм от 1994 г. Той е втория филм от поредицата Земята преди време. Филмът излиза на VHS през 13 декември 1994 г.

## Синхронен дублаж
Филмът има синхронен дублаж по канал BTV. Екипът се състои от:
| Преводач                  | Кристин Балчева                                                               |
| Ролите озвучиха артистите | Елена Бозова Даниела Горанова Василка Сугарева Иван Петрушинов Радослав Рачев |
| Тонрежисьор               | Венсан Мазманян                                                               |
| Режисьор на дублажа       | Албена Павлова                                                                |

## "Земята преди време III: Приятел в нужда се познава"(1995)
"Земята преди време III: Приятел в нужда се познава" (на английски: The Land Before Time III: The Time of the Great Giving) е американски анимационен филм от 1995 г. Той е третият филм от поредицата Земята преди време. Филмът излиза на VHS през 12 декември 1995 г.

## Синхронен дублаж
Филмът има сихнронен дублаж на български в студио 2 на Александра Аудио с ръководителя Васил Новаков. Екипът се състои от:
| Превод и адаптация                            | Екатерина Георгиева |
| Български текст на песните Музикална режисура | Десислава Софранова |
| Режисьор на дублажа                           | Майя Пачникова-Римини |
| Тонрежисьори                                  | Виктор Стоянов Петър Костов |
| Озвучаващи артисти                            | Ива Апостолова Даниела Горанова Соня Костадинова Елизабет Радева Емилия Емилова Георги Георгиев Георги Тодоров Петър Евангелатов |
| Вокални изпълнители                           | Атанас Сребрев Стамен Янев |

## "Земята преди време IV: Пътешествие през мъглите"(1996)
"Земята преди време IV: Пътешествие през мъглите" (на английски: The Land Before Time IV: Journey Through the Mists) е американски анимационен филм от 1996 г. Той е четвъртият филм от поредицата Земята преди време. Филмът излиза на VHS през 10 декември 1996 г.

## Синхронен дублаж
Филмът има синхронен дублаж на български в студио 2 на Александра Аудио с ръководителя Васил Новаков. Екипът се състои от:
| Превод и адаптация                            | Живка Рудинска |
| Български текст на песните Музикална режисура | Десислава Софранова |
| Режисьор на дублажа                           | Майя Пачникова-Римини |
| Тонрежисьори                                  | Виктор Стоянов Петър Костов |
| Озвучаващи артисти                            | Ива Апостолова Даниела Горанова Елизабет Радева Емилия Емилова Георги Георгиев Георги Тодоров Тодор Георгиев Петър Евангелатов |

## "Земята преди време V: Тайственият остров"(1997)
"Земята преди време V: Тайственият остров" (на английски: The Land Before V: The Mysterious Island) е американски анимационен филм от 1997 г. Той е петият филм от поредицата Земята преди време. Филмът излиза на VHS през 9 декември 1997 г.

## Синхронен дублаж
Филмът има синхронен дублаж в студио 2 на Александра Аудио с ръководителя Васил Новаков. Екипът се състои от:
| Превод и адаптация Режисьор на дублажа        | Майя Пачникова-Римини                                                                            |
| Български текст на песните Музикална режисура | Десислава Софранова                                                                              |
| Тонрежисьори                                  | Виктор Стоянов Петър Костов                                                                      |
| Озвучаващи артисти                            | Ива Апостолова Даниела Горанова Елизабет Радева Емилия Емилова Георги Георгиев Петър Евангелатов |

## "Земята преди време VI: Тайната на динозавърската скала"(1998)
"Земята преди време VI: Тайната на динозавърската скала" (на английски: The Land Before Time VI: The Sercet of Saurus Rock) американски анимационен филм от 1998 г. Той е шестият филм от поредицата Земята преди време. Филмът излиза на VHS през 1 декември 1998 г.

## Дублажи
Филмът има синхронен дублаж на студио 2 на Александра Аудио с ръководителя Васил Новаков. Екипът се състои от:
| Превод и адаптация                            | Деляна Найденова |
| Български текст на песните Музикална режисура | Десислава Софранова |
| Режисьор на дублажа                           | Майя Пачникова-Римини |
| Тонрежисьори                                  | Петър Костов Виктор Стоянов                                                                                              |
| Озвучаващи артисти                            | Ива Апостолова Даниела Горанова Мая Бежанска Елизабет Радева Емилия Емилова Марин Янев Георги Георгиев Петър Евангелатов |
| Вокални изпълнители                           | Антоанета Георгиева Галина Курдова Мария Димова Ненчо Балабанов                                                          |

Филмът има и дублаж по канал BTV. Екипът се състои от:
| Преводач            | Кристин Балчева                                                               |
| Режисьор на дублажа | Чавдар Монов                                                                  |
| Тонрежисьор         | Венсан Мазманян                                                               |
| Озвучаващи артисти  | Елена Бозова Даниела Горанова Василка Сугарева Иван Петрушинов Радослав Рачев |

## "Земята преди време VII: Скалата на ледения огън"(2000)
"Земята преди време VII: Скалата на ледения огън" (на английски: The Land Before Time VII: The Stone of Cold Fire) американски анимационен филм от 2000 г. Той е седмият филм от поредицата Земята преди време. Филмът излиза на VHS и DVD през 5 декември 2000 г.

## Дублажи
Филмът има синхронен дублаж в студио 2 на Александра Аудио с ръководителя Васил Новаков. Екипът се състои от:
| Превод и адаптация  | Веселина Пършорова |
| Текст на песните    | Десислава Софранова Цветомира Михайлова |
| Музикална режисура  | Десислава Софранова |
| Режисьор на дублажа | Даниела Горанова |
| Тонрежисьори        | Николай Вътов Стамен Янев |
| Озвучаващи артисти  | Ива Апостолова Василка Сугарева Елизабет Радева Даниела Горанова Светлана Смолева Георги Георгиев Георги Тодоров Николай Николов Орлин Павлов Петър Евангелатов |

Филмът има и дублаж по канал BTV.
| Преводач            | Кристин Балчева                                                               |
| Режисьор на дублажа | Чавдар Монов                                                                  |
| Тонрежисьор         | Венсан Мазманян                                                               |
| Озвучаващи артисти  | Елена Бозова Даниела Горанова Василка Сугарева Иван Петрушинов Радослав Рачев |

## "Земята преди време VIII: Големият студ"(2001)
"Земята преди време VIII: Големият студ" (на английски: The Land Before Time VIII: The Big Freeze) е американски анимационен филм от 2001 г. Това е осмият филм от поредицата Земята преди време. Филмът излиза на VHS и DVD през 4 декември 2001 г.

## Синхронен дублаж
Филмът има синхронен дублаж по канал BTV. Екипът се състои от:
| Преводач            | Кристин Балчева                                                               |
| Режисьор на дублажа | Чавдар Монов                                                                  |
| Тонрежисьор         | Венсан Мазманян                                                               |
| Озвучаващи артисти  | Елена Бозова Даниела Горанова Василка Сугарева Иван Петрушинов Радослав Рачев |

## "Земята преди време IX: Пътуване към голямата вода"(2002)
"Земята преди време IX: Пътуване към голямата вода" (на английски: The Land Before Time IХ: Journey to Big Water) е американски анимационен филм от 2002 г. Това е деветият филм от поредицата Земята преди време. Филмът излиза на VHS и DVD през 10 декември 2002 г.